# インターホン

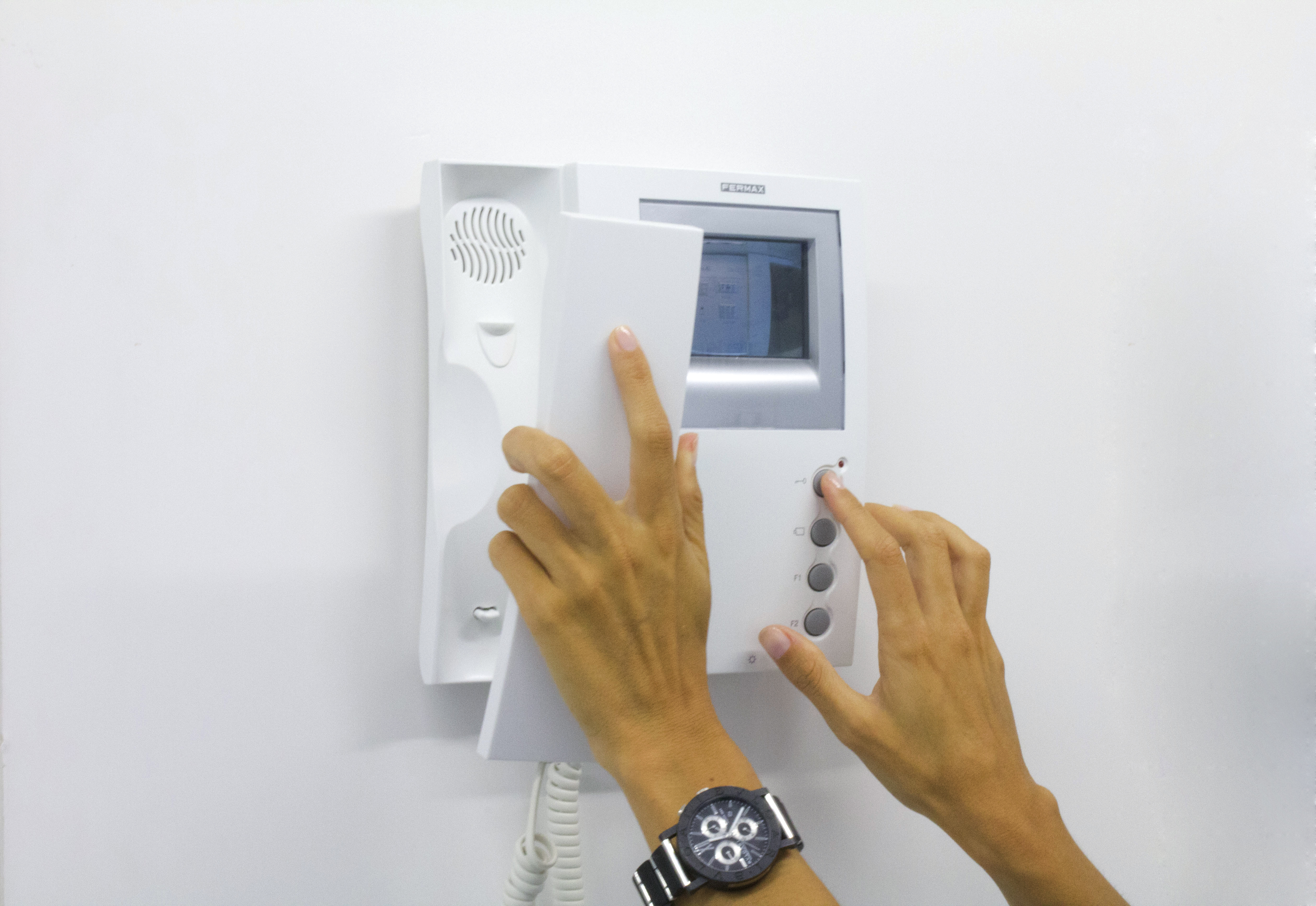
インターホン親機による開錠

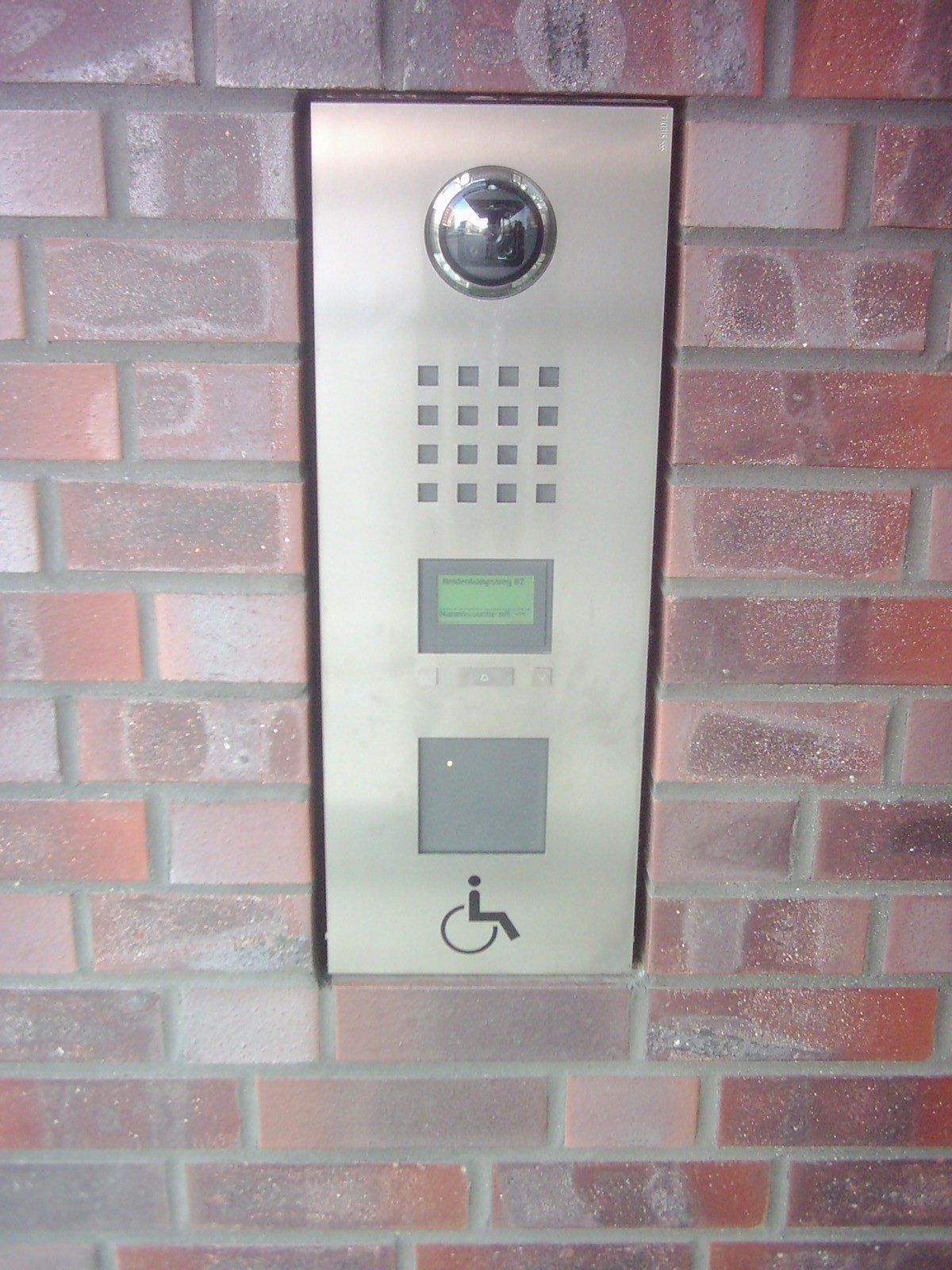
玄関子機

インターホンは、建物などに設置される構内専用の電話である。法的には有線電気通信法および有線放送電話に関する法律の規制が適用されないものをさす。本項目では鉄道車両において乗務員間の連絡や乗客・乗務員の連絡用のインターホンについても解説する。
狭い意味では、内線電話と区別する意味で交換設備や専用線の接続されていないものをいう。広い意味では、NTTなどの公衆交換電話網に接続せず住宅・事業所・船舶・航空機等の構内回線のみで通話が可能な通信設備一般を言う。

## 住宅用（ドアホン）
住宅用インターホン（ドアホン）は住宅の玄関外部の脇に設置する玄関子機と、室内に設置するインターホン親機とで構成され、玄関から室内を呼び出して通話ができる。玄関を開けることなく来客者と会話し確認ができるため、防犯の目的で設置される。
システム構成
玄関1か所、室内1か所が最小構成であるが、玄関3か所、宅内5か所程度まで対応可能な多局タイプもあり、住宅の規模に応じて選択できる。
機能
- 来客通話：住宅では操作性や、壁面の美観を損なわない等の利点から、ハンズフリー方式が近年は主流になってきている。
- 来客映像：防犯性を高めるため、テレビモニター付きのものが普及している。過去は白黒液晶タイプのも存在していたが、現行モデルはカラー液晶タイプになっている。
- 来客者の録画・録音：録画・録音ができるタイプもある。録画は機種により静止画のものと動画のものがある。
- センサーカメラとの連動：玄関に設置したセンサーカメラで近づいた人をキャッチし、監視・録画できる機能。
- 住宅用火災警報器との連動：警報をインターホン親機、玄関子機等から警報音や音声で知らせる他、インターホン側の操作で火災警報器の点検ができるタイプもある。
- 防犯センサーとの連動：防犯センサーを設置した玄関や窓が開くと警報を発する機能。
- 電気錠との連動：各部屋のインターホンの操作で電気錠の解錠ができる。施錠はできない。
- 部屋間通話：宅内のインターホンを複数接続できるシステムでは、部屋間の通話が可能なタイプもある。
- インターネット接続により来客や宅内の警報を携帯電話に通知する機能。
- 電気の使用量をモニターできる機能。

## マンション用
オートロックと連動し、来訪者と会話、確認した上でエントランスの遠隔解錠ができるため、防犯性、利便性が高く、新築マンションでは必須設備となっている。また、一定以上の規模のマンションに設置されるインターホン設備は消防法で規定された自動火災報知設備の受信機でもあり、接続された火災感知器と連動して火災を警報する機能をもつ。
システム構成
- 共同玄関：共同玄関用の親機が設置され、テンキーで訪問先の住戸を呼び出して通話できる。カメラ付のものもある。
- 住戸室内：インターホン親機が設置され、通話・映像で来客を確認し、オートロックの解錠ができる。
- 住戸玄関：玄関子機が設置され、住戸内のインターホンを呼び出し、通話ができる。カメラ付のものもある。
- 管理室：管理室親機が設置され、住戸を呼び出して通話できる他、住戸内の各種警報が監視できる。

機能
住戸内のインターホン親機は以下の多彩な機能を有していることから「住宅情報盤」と称する場合もある。
- 通話・映像：戸建住宅用インターホンと同様、カラー液晶内蔵のハンズフリータイプが近年は主流となっている。
- 来訪者の録画・録音。
- 非常押しボタン。
- 火災感知器・ガス警報器・水漏れ警報機との連動。
- 玄関ドアや窓に設置された防犯スイッチ（マグネットスイッチ）と連動し、ドアや窓の開閉を警報する機能。
- 一斉放送：管理室親機から住戸インターホンのスピーカーを通じて一斉放送する機能。
- 宅配ボックス連動：宅配ボックスへの着荷をインターホンの液晶画面などで通知する機能。
- マンション内の警報を電話回線で管理センターなどに通報する機能。
- 気象庁の緊急地震速報（予報）を受信し、音声や液晶表示で住戸内に知らせる機能。
- 非接触キーリーダーを玄関インターホンに内蔵し、オートロックの解錠を行うと同時に、宅配の着荷表示やエレベーターの呼び寄せを行う機能。
- エレベーター連動：インターホンの呼び出しや、非接触キーの情報から目的の階を判断し、その階に自動的にエレベータを停止させる機能。
- インターネット連携：インターネット経由で携帯電話に来客や警報があったことを通知したり、携帯電話から宅内の電気設備を制御できる機能。
- 携帯電話との連携：インターネットを経由での連携や、部屋番号を電話番号に変換して携帯電話を呼び出すなど、メーカー、機種によりさまざまなパターンがある。スマートフォンから応答し、オートロックの解錠も可能になり、いわゆる物件をIoT化できるとともに、再配達問題の解消にも繋がるとされている。

## メーカー
- アイホン株式会社：専門メーカー。電話機メーカーに対して、電話機のオプション品としてOEM供給も行っている。
- パナソニックグループ：住宅・マンション分野でインターホン設備を手がける。グループ内で2つの流れがある。
  - パナソニック エンターテインメント&コミュニケーション：戸建住宅用インターホン。旧松下通信工業（法人としては現在のパナソニック モバイルコミュニケーションズ）の事業を継承。
  - パナソニックライフソリューションズ社：戸建住宅用およびマンション用インターホン。
- 朝日電器
- ツインバード
- Robot Home
- 岩崎通信機
- マトリックス電子：マンション共用玄関用電話式インターホンXDP-822CV（テレオープナー シリーズ）。

その他専門分野を手がけるメーカーとして以下があげられる。
- クリアカム：放送、舞台、軍事施設、公共施設、商業施設用などのあらゆるアプリケーションに対応したコミュニケーションシステムを販売している。
- RIEDEL：放送、舞台、工場など大規模な現場で用いられるコミュニケーションシステムを販売している。
- TELEX：各種コミュニケーションシステムの販売。いわゆるインカムはRTSブランドである。
- サンノーベル：電話式インターホンシステム「トリムX」など。

### かつてドアホンを生産していた企業
- 東芝（東芝ライテック）:2014年9月限りで撤退。
- 日立製作所:1997年限りで撤退。

## 住居用以外のもの

### 路線バス用

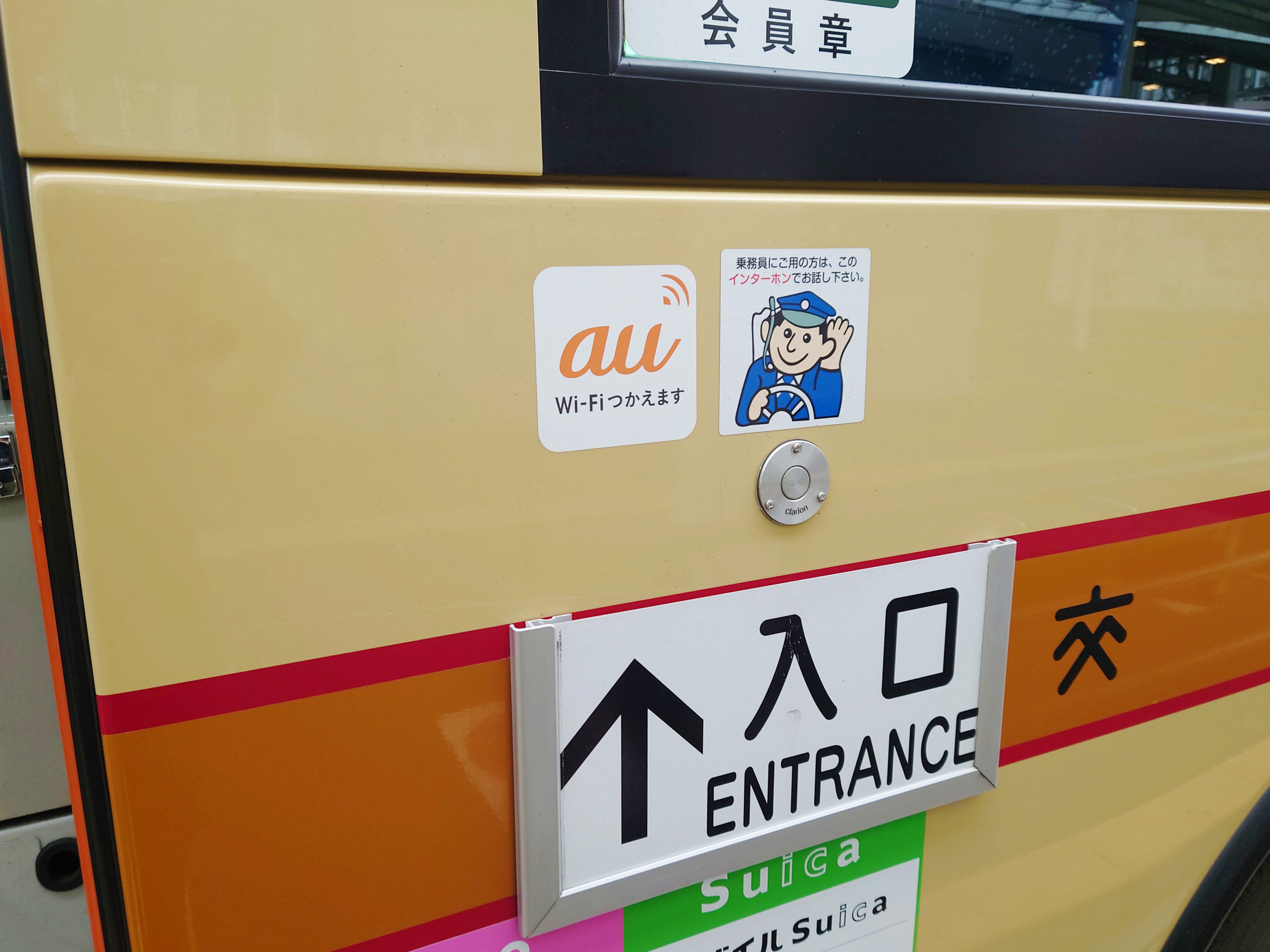
中扉付近にあるバス用インターホン（銀色の部分がマイク部）

路線バスにおいては乗客が乗務員に用がある際に会話することを目的に、基本的には車両外側の後扉付近に設置される。事業者に設置義務は無いものの、国土交通省が中乗りワンマンバスに対して、2012年までインターホンの設置を求める通知を出していた名残で、現在も設置を継続する事業者が多い。また、前乗り中降りの乗降方式を採用するバスにおいても、中扉に車椅子スロープを装備している場合などは車椅子の乗客が利用することを考慮してインターホンを設置しているケースもある。戦後のワンマン運転開始以降に導入される動きが広がり、クラリオンやレゾナント・システムズ（旧・ネプチューン）が販売する。以前は松下電器産業（ナショナルブランドで販売）からも販売されていた。

### 鉄道用
鉄道車両において運転士と車掌が乗務する場合に運用上、両者間で連絡を取り合うための連絡装置も「インターホン」とも呼ぶ。運転台に送受話器を1台設置し、これを介して連絡をとる車両のほか、乗務員の操作性を考慮して改良したものもあり、ハンズフリーを考慮したフレキシブル型マイク（首の角度を自由に変えられるマイク）を採用する車両がある。また、車掌用には車内放送用マイクと兼用したものを用意している車両がある。また、客室の異常などを乗務員へ知らせる車内非常通報装置もある。